# Hugo Saleman
Hugo Saleman ou Salemann (en russe : Гуго Робертович Залеман, Hugo Robertovitch Saleman, né à Saint-Pétersbourg en 1859 et mort en 1919) est un sculpteur d'origine allemande de la Baltique qui fut professeur de l'Académie impériale.

## Biographie
Membre de la famille Salemann, il est le fils du sculpteur Robert Salemann (1813-1874). Il poursuit ses études à l'école allemande Petrischule de Saint-Pétersbourg qu'il termine en 1877. Il entre alors à l'Académie impériale où il reçoit une petite médaille d'or en 1883 pour sa statue Oreste poursuivi par les Furies et une grande médaille d'or en 1884 pour son bas-relief Le Combat des Titans contre les Olympiens. L'année suivante, il reçoit une bourse pour un voyage d'études en tant que pensionnaire de l'Académie de quatre ans à l'étranger. Il s'arrête notamment à Dresde et à Munich, travaille surtout à Florence et à Rome, où il sculpte un bas-relief intitulé Charon transportant les morts sur le Styx. À son retour à la capitale impériale, il attire l'attention par son groupe sculpté Les Cimbres qui est exposé à l'Académie en 1890. Il est l'auteur de sculptures sur la façade du musée Pouchkine de Moscou.
Parmi ses disciples, l'on peut distinguer les sculpteurs Vsevolod Lichev (1877-1960) et Matveï Maniser (1891-1966), le peintre Alexandre Samokhvalov (1894-1971), les sculpteurs Viktor Sinaïski (1893-1968) et Igor Krestovski (1893-1976) ou bien encore le sculpteur lituanien Juozas Zikaras (1881-1944) et le sculpteur germano-letton Kārlis Zāle (1888-1942, de son nom de naissance Karl Sale), auteur du Monument de la Liberté de Riga.